# 哥白尼 (小行星)
哥白尼（1322 Coppernicus）是圍繞太陽公轉的一顆小行星，它於1934年6月15日被德國天文學家卡爾·威廉·萊茵姆特在海德堡發現的。 
這顆小行星的名稱是由傳記作家利奧波德·普羅韋的推薦，以波蘭天文學家尼古拉·哥白尼的名字命名。

## 外部連結
- NASA JPL小天體瀏覽器上的哥白尼 (小行星)
- Discovery Circumstances: Numbered Minor Planets（页面存档备份，存于）
- Johnston Archive entry for 1322 Coppernicus[永久]